# Johannes Pfenninger

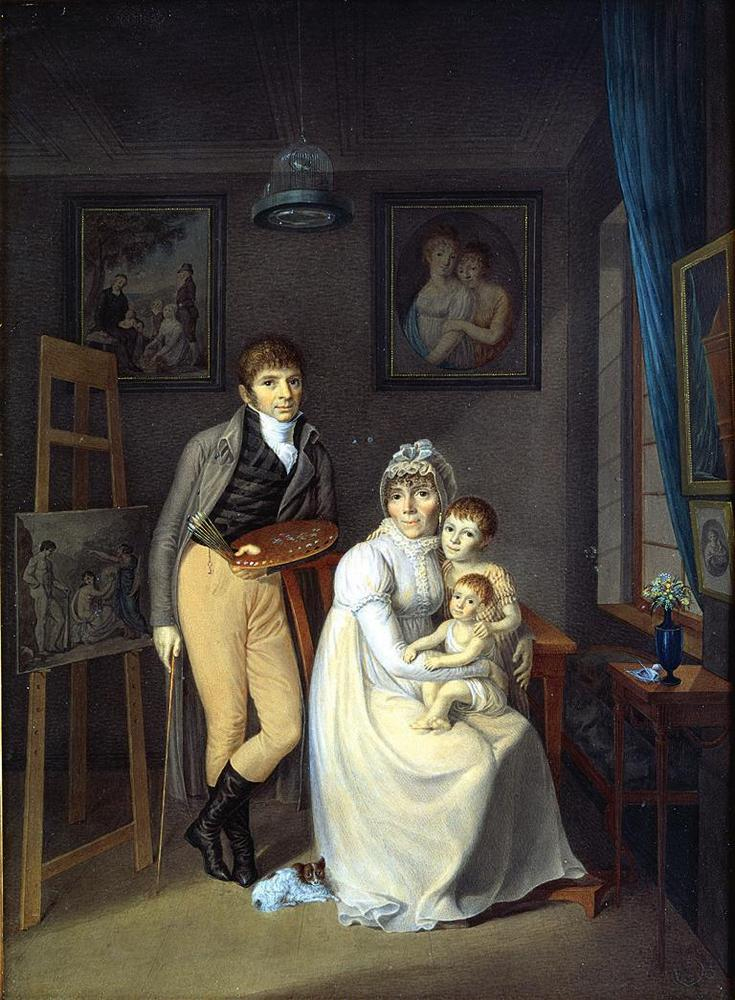
Der Maler mit seiner Familie
in seinem Atelier in Zürich

Johannes Pfenninger (* 20. Februar 1765 in Stäfa; †  31. Dezember 1825 in Zürich) war ein Schweizer Maler und Kupferstecher.

## Biografie
Johannes Pfenninger war Sohn des Färbermeisters Johann Jakob Pfenninger und der Magdalena Weymann. Im Alter von acht Jahren arbeitete Pfenninger als Ofenkachelmaler beim Töpfer Johannes Schulthess in Stäfa. Unterstützt vom Johann Kaspar Lavater kam er 1778 als Schüler zur Zeichenausbildung bei Georg Friedrich Schmoll in Urdorf. Anschliessend war er als Sekretär bei Lavater tätig, fertigte für die Physiognomischen Fragmente Porträts und Schattenrisse an und lernte Zeichnen bei Johann Balthasar Bullinger. In den 1780er Jahren wurde er Schüler des Kupferstechers Christian von Mechel in Basel, später lernte er bei Johann Melchior Wyrsch.
1793 unternahm er eine Studienreise nach Italien. In Rom zeichnete er mit Unterstützung von Asmus Jakob Carstens die Baudenkmäler der Antike. Johannes Pfenninger war ab 1799 als Porträtmaler, Kupferstecher und Kunstlehrer in Zürich tätig. 1801 heiratete er Dorothea Kramer und nach deren Tod 1816 Magdalena Baag. 
Er schuf auch mythologische, biblische, allegorische und historische Kompositionen. Zu seinen Schülern gehörte u. a. Daniel Albert Freudweiler.